# Biblioteka Nauk Społecznych – Oddział Specjalistyczny Biblioteki Uniwersytetu Śląskiego w Katowicach
Biblioteka Nauk Społecznych – Oddział Specjalistyczny Biblioteki Uniwersytetu Śląskiego w Katowicach (wcześniej: Biblioteka Wydziału Nauk Społecznych Uniwersytetu Śląskiego w Katowicach (Biblioteka WNS, BWNS) – biblioteka utworzona w 1973 roku, funkcjonuje w strukturze Wydziału Nauk Społecznych UŚ. Jest częścią systemu biblioteczno-informacyjnego Uniwersytetu Śląskiego, który tworzą Biblioteka Uniwersytetu Śląskiego (BUŚ) i biblioteki specjalistyczne UŚ.

## Historia
Biblioteka Wydziału Nauk Społecznych w pierwszych latach swojej działalności znajdowała się przy ul. Wita Stwosza 17 w Katowicach. Od 1978 roku siedziba Biblioteki mieści się przy ul. Bankowej 11. Początkowo księgozbiór Biblioteki WNS stanowiły zbiory różnych instytucji działających przed jej powołaniem, w tym Biblioteki Humanistycznej UŚ i bibliotek instytutowych i katedralnych, Zbiory były też wzbogacane o dublety z Biblioteki Jagiellońskiej i z Biblioteki Śląskiej.
Początkowo strukturę Biblioteki WNS tworzyły Czytelnia, Wypożyczalnia i Magazyny. Upowszechnienie Internetu i rozwój nowych technologii informacyjnych doprowadziły do powstania przy Bibliotece WNS Wydziałowej Pracowni Stosowanych Nauk Społecznych (2002 rok). Pracownia posiada stanowiska komputerowe z dostępem do Internetu oraz baz danych i serwisów czasopism pełnotekstowych, które znajdują się w lokalnej sieci uniwersyteckiej. Pracownicy i studenci mogą bezpłatnie korzystać z komercyjnych baz danych i archiwów prasowych.
Biblioteka w pierwszych latach kierowana była przez mgr Urszulę Głombik (1973–1976), następnie przez mgr Irenę Łogusz (1976–1995).
W 2019 r. biblioteka została zlikwidowana. Księgozbiór przekazano do Biblioteki Uniwersytetu Śląskiego. Z części zbiorów utworzono Czytelnię Nauk Społecznych, wchodzącą w skład nowo powstałej Biblioteki Nauk Społecznych.

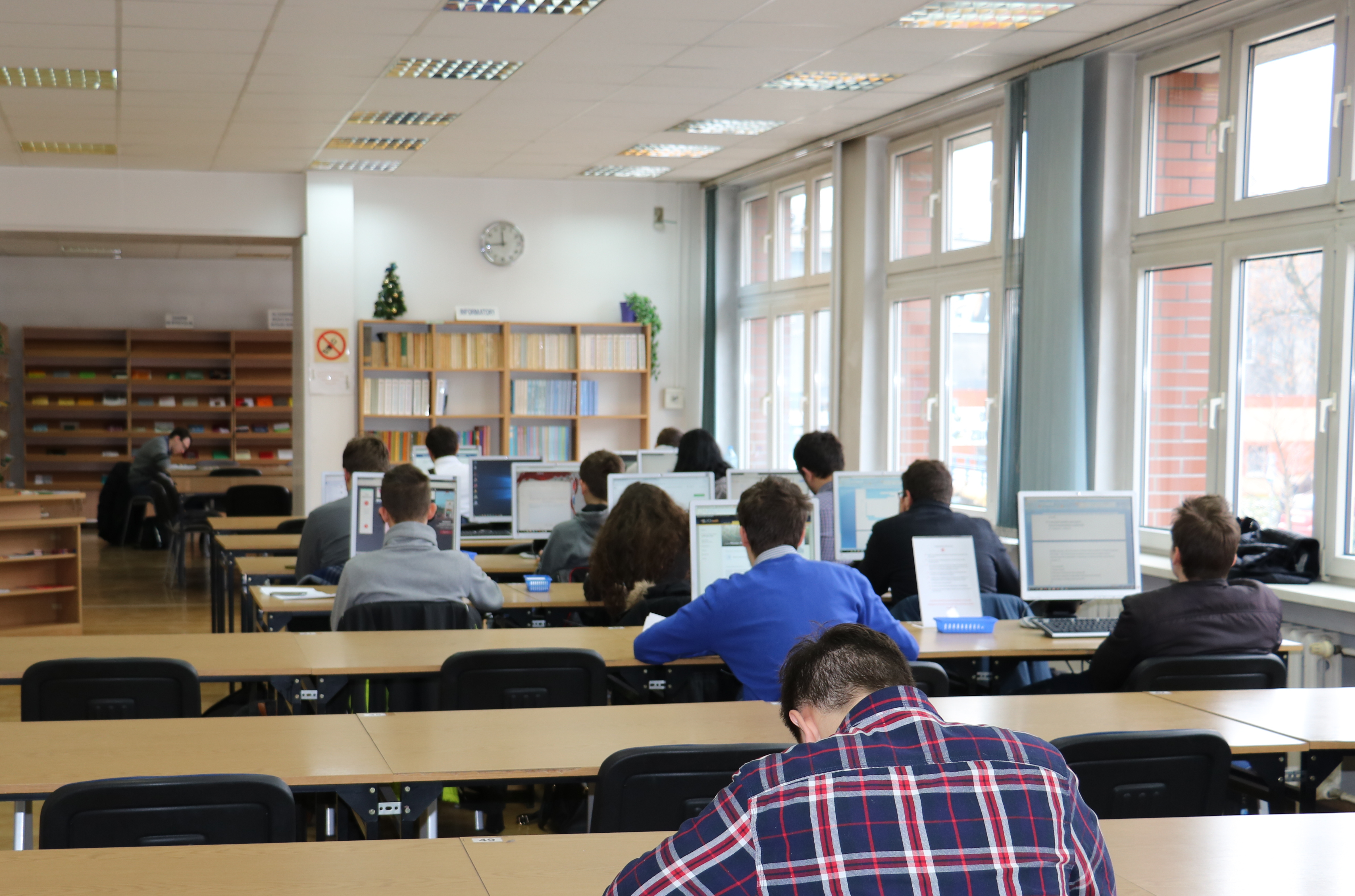
Czytelnia Biblioteki Wydziału Nauk Społecznych

## Księgozbiór
Biblioteka Nauk Społecznych to jedna z największych i najzasobniejszych książnic wydziałowych śląskiej Alma Mater. Z jej usług korzystają przede wszystkim studenci kierunków humanistycznych oraz pracownicy naukowi, a Biblioteka oferuje nie tylko bogate zbiory książek i czasopism, ale również nowoczesne narzędzia pracy, ułatwiające czytelnikom dostęp do elektronicznych źródeł informacji. Kolekcja Biblioteki WNS tworzona jest pod kątem potrzeb dydaktycznych i naukowych Wydziału. Tematyka gromadzonych wydawnictw wiąże się z naukami humanistycznymi i społecznymi. Księgozbiór uzupełniany jest przez bieżące zakupy księgarskie i antykwaryczne. Część kolekcji Biblioteki pochodzi także z darów ofiarowanych przez pracowników Wydziału i różnych instytucji. Wśród specjalnych zbiorów pozyskanych przez darowiznę, przejęcie lub zakup znalazły się między innymi księgozbiory:
- Mieczysława Kazimierza Neusteina, warszawskiego bibliofila
- doc. dra hab. Włodzimierza Knobelsdorfa, politologa
- prof. dra hab. Kazimierza Popiołka, badacza dziejów nowożytnych i najnowszych Górnego Śląska
- prof. dra hab. Jerzego Szydłowskiego, archeologa i pioniera muzealnictwa archeologicznego na Górnym Śląsku
- prof. dra hab. Władysława Jachera, socjologa
- prof. dra hab. Jana Przewłockiego, historyka i politologa, jednego z założycieli Instytutu Nauk Politycznych i Dziennikarstwa w Uniwersytecie Śląskim
- księdza Józefa Niedzieli, teologa
- profesora Karola Koranyiego, prawnika i historyka prawa karnego
- PAU w Krakowie[6].

Obecnie księgozbiór Biblioteki Wydziału Nauk Społecznych liczy ponad 107 tysięcy książek i skryptów. Biblioteka udostępnia również polskie i zagraniczne czasopisma, bazy danych.